# فيليكو مرشيتش
فيليكو مرشيتش (بالكرواتية: Veljko Mršić) مواليد 13 أبريل 1971 في كرواتيا، جمهورية كرواتيا الاشتراكية، هو مدرب كرة سلة كرواتي ولاعب معتزل. بدأ مسيرته الاحترافية في سنة 1989. يدرب نادي سيدفيتا لكرة السلة. يبلغ طوله 6 قدم 7 بوصة (2.0 م). مثّل منتخب بلاده. شارك في دورة الألعاب الأولمبية الصيفية سنة 1996. اعتزل اللعب في 2005.

## المسيرة الاحترافية
لعب مع سيبونا من سنة 1989 إلى 1995، ثم لعب مع زالغيريس لكرة السلة في موسم 1996–1997، ثم لعب مع سيبونا في موسم 1997–1998، ثم لعب مع بالاكانسترو فاريزي في الدوري الإيطالي في موسم 1998–1999، ثم لعب مع بالونكيستو مالقا في الدوري الإسباني من سنة 1999 إلى 2002، ثم لعب مع أولمبياكوس في سنة 2002، ثم لعب مع سانت جوسيب في الدوري الإسباني في موسم 2002–2003، ثم لعب مع أولمبيا ميلانو في الدوري الإيطالي في سنة 2003.

## سجل المنافسة
شارك في المنافسات التالية:
- بطولة أمم أوروبا لكرة السلة 1993
- بطولة أمم أوروبا لكرة السلة 1995
- الألعاب الأولمبية الصيفية 1996

## روابط خارجية
- فيليكو مرشيتش على موقع الاتحاد الدولي لكرة السلة (الإنجليزية)
- فيليكو مرشيتش على موقع الاتحاد الدولي لكرة السلة (الإنجليزية)
- فيليكو مرشيتش على موقع الدوري الإسباني لكرة السلة (الإسبانية)
- فيليكو مرشيتش على موقع كرة السلة الأوروبية.كوم (الإنجليزية)
- فيليكو مرشيتش على موقع ريلجم (الإنجليزية)
- فيليكو مرشيتش على موقع بروبوليرز (الإنجليزية)
- فيليكو مرشيتش على موقع سبورتس رفرنس (الإنجليزية)
- فيليكو مرشيتش على موقع أوليمبيديا (الإنجليزية)